# Zevenjaarlijkse feesten
Zevenjaarlijkse feesten worden in verschillende steden gevierd met een interval van zeven jaren. Deze situeren zich voornamelijk in de regio Maas - Rijn, een culturele regio waarin het prinsbisdom Luik een belangrijke rol speelde.

## België
- De Zevenjaarlijkse Virga Jessefeesten te Hasselt, volgende editie in 2031
- De Kroningsfeesten in Tongeren, volgende editie in 2030
- De Trudofeesten in Sint-Truiden, volgende editie in 2026
- De Sint-Remaclusfeesten in Stavelot, volgende editie in 2031
- De Septennales in Hoei, volgende editie in 2026
- De Marche Saint-Feuillen in Fosses-la-ville, volgende editie in 2026

## Nederland
- Het Draaksteken in Beesel, volgende editie in 2030
- De Heiligdomsvaart in Maastricht, volgende editie in 2025
- De Heiligdomsvaart in Susteren, volgende editie in 2028

## Duitsland
- De Heiligdomsvaart in Aken, volgende editie van 17-25 juni 2028
- De Heiligdomsvaart in Kornelimünster
- De Heiligdomsvaart in Monchengladbach

## Trivia
De organisatoren van de zevenjaarlijkse feesten van Hasselt, Tongeren, Maastricht en Susteren overleggen op regelmatige basis met elkaar. Het voorzitterschap van dit euregiocomité is in handen van de voorzitter van de eerstvolgende feesten.
In 2010 werd er naar aanleiding van de Virga Jessefeesten in Het Stadsmus in Hasselt een tentoonstelling georganiseerd over de zevenjaarlijkse feesten in de regio Maas - Rijn. Voorafgaand werd er door het KADOC een onderzoek naar dit fenomeen gedaan. Dit resulteerde in een publicatie.